# Sin contrato
"Sin Contrato" é uma canção do artista musical colombiano Maluma, tirado de seu segundo álbum de estúdio Pretty Boy, Dirty Boy (2015). Foi lançado como o quarto single do álbum em 26 de agosto de 2016 pela Sony Latin. A canção foi comercialmente bem-sucedida em todos os países da América Latina, atingindo os cinco melhores nas paradas na Colômbia e atingindo o top 10 em várias paradas da Billboard.

## Videoclipe
O videoclipe de "Sin Contracto" estreou em 26 de agosto de 2016 na conta Vevo de Maluma no YouTube. O videoclipe foi dirigido por Jessy Terrero e foi filmado em várias localidades da República Dominicana. Possui Yaritza Reyes que representou a República Dominicana no Miss Universo 2013 na Rússia e Miss Universo 2016 nos Estados Unidos. O vídeo musical tem mais de 890 milhões de visualizações no YouTube.[carece de fontes?]

## Faixas
| Digital download |                |         |  |
| N.º              | Título         | Duração |  |
| 1.               | "Sin Contrato" | 3:41    |  |

| Remix - América do Norte e Europa |                                          |         |  |
| N.º                               | Título                                   | Duração |  |
| 1.                                | "Sin Contrato" (featuring Fifth Harmony) | 3:01    |  |

| Remix - América latina |                                             |         |  |
| N.º                    | Título                                      | Duração |  |
| 1.                     | "Sin Contrato" (featuring Don Omar & Wisin) | 3:51    |  |

## Desempenho nas paradas musicais
| Chart (2016)                                 | Maior posição |
| -------------------------------------------- | ------------- |
| Chile (Monitor Latino)                       | 8             |
| Colômbia (National-Report)                   | 3             |
| Estados Unidos (Billboard Hot Latin Songs)   | 7             |
| Estados Unidos (Billboard Latin Pop Airplay) | 2             |
| Estados Unidos (Billboard Tropical Airplay)  | 8             |
| México (Billboard Mexican Airplay)           | 6             |
| México (Monitor Latino)                      | 5             |

| Chart (2016)                    | Posição |
| ------------------------------- | ------- |
| EUA (Billboard Hot Latin Songs) | 76      |

## Vendas e certificações
| Região | Certificação | Vendas   |
| --- | ------------ | -------- |
| Espanha (PROMUSICAE) | Platina      | 40,000^  |
| Itália (FIMI) | Ouro         | 25,000‡  |
| México (AMPROFON) | 4× Platina   | 240,000* |
| *números de vendas baseados somente na certificação ^distribuições baseadas apenas na certificação ‡vendas+valores de streaming baseados somente na certificação |              |          |